# Zorgo
Zorgo (także Zorgho) – miasto w Burkina Faso, w prowincji Ganzourgou. Według danych szacunkowych na rok 2013 liczyło 21 785 mieszkańców.